# 李明珠 (演員)
李明珠（Lee Ming Chu，1937年—），籍貫：湖北省，原名：李燕芳(李影芳)，香港國語及粵語片女星，『文藝明星』喜歡運動，機車、騎馬、羽毛球、網球及游泳 。銀幕處女作《苦女江海燕》(1959年6月，飾演李慧玲)，演出多齣電影。
- 1959年應泰國「西南影業公司」聘請，在1959年7月1日(星期三)搭乘印度航空公司航班赴泰國，與泰國影帝蘇拉實及影后庵瑪拉合作演出泰語片《姊妹情深》[2]。

- 1959年12月12日(星期六)晚上7時，李明珠被發現在香港島跑馬地晉源街10號四樓住所服用過量安眠藥昏迷不醒，被女傭黃蓮發現送養和醫院急救；再轉送瑪麗醫院洗胃。因此不能隨國語片《雲裳艷后》(1959年12月)到泰國登臺[3][4][5]。

- 李明珠在1960年6月自新加坡返回香港[6]。

## 外部連結
- 香港電影資料館：李明珠參予電影的記錄[永久]
- 香港影庫：李明珠
- 香港艷星李明珠的影像片斷